# Phaolô Ẩn Tu
Phaolô Ẩn Tu (khoảng 227 - 341) còn được gọi là Phaolô thành Thebes hay Phaolô Ẩn Sĩ Tiên khởi, được coi là ẩn sĩ Kitô giáo đầu tiên, theo truyền thuyết ông đã sống một mình trong sa mạc từ lúc 16 đến 113 tuổi. Không nên lẫn lộn ông với Phaolô Đơn Giản, một môn đệ của Antôn Cả.

## Truyền thuyết
Những điều chúng ta biết được về thánh Phaolô Ẩn Tu không rõ là dữ kiện thật hay truyền thuyết. Câu chuyện về ông được kể lại trong sách Cuộc đời của Thánh Phaolô Ẩn Sĩ Tiên khởi (nguyên văn: Vitae Patrum (Vita Pauli primi eremitae)) được sáng tác bằng tiếng Latin của Thánh Jerome, có lẽ vào khoảng năm 375 - 376. 

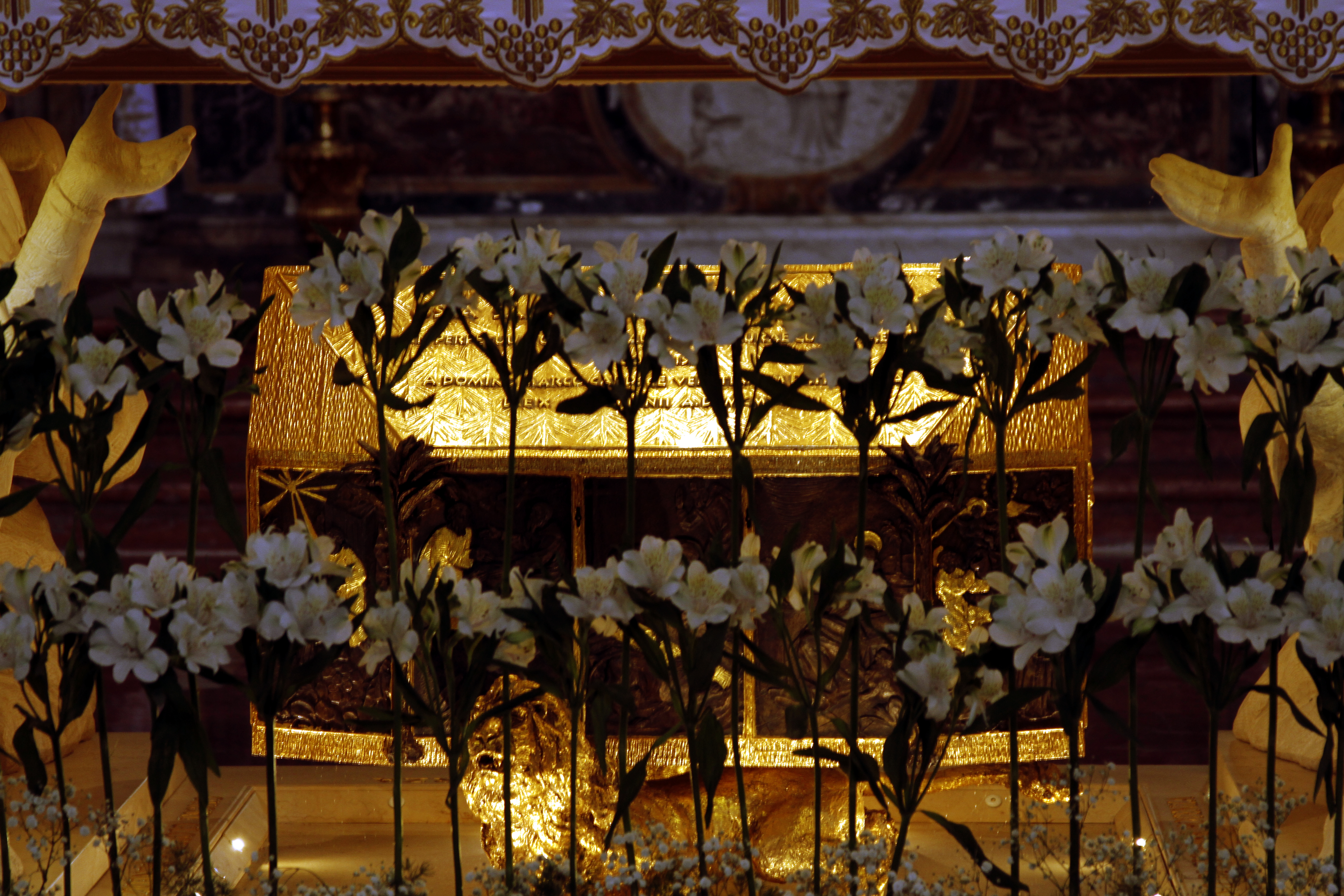
Di tích của Thánh Phaolô ở Santa Maria, Porto, Ferrara.

Phaolô Ẩn Tu được sinh ra khoảng năm 227 ở Thebaid, Ai Cập. Ông và người chị gái đã kết hôn không còn cha mẹ. Để có được phần thừa kế của ông, người anh rể đã tìm cách phản bội, tố cáo Phaolô cho những người bách hại. Theo Vitae Patrum (Vita Pauli primi eremitae) của Jerome, Phaolô đã chạy trốn đến sa mạc Theban (thuộc Thebes, Ai Cập) khi còn là một thanh niên trong cuộc bức hại Kitô giáo của Decius và Valerianus vào khoảng năm 250 của công nguyên.

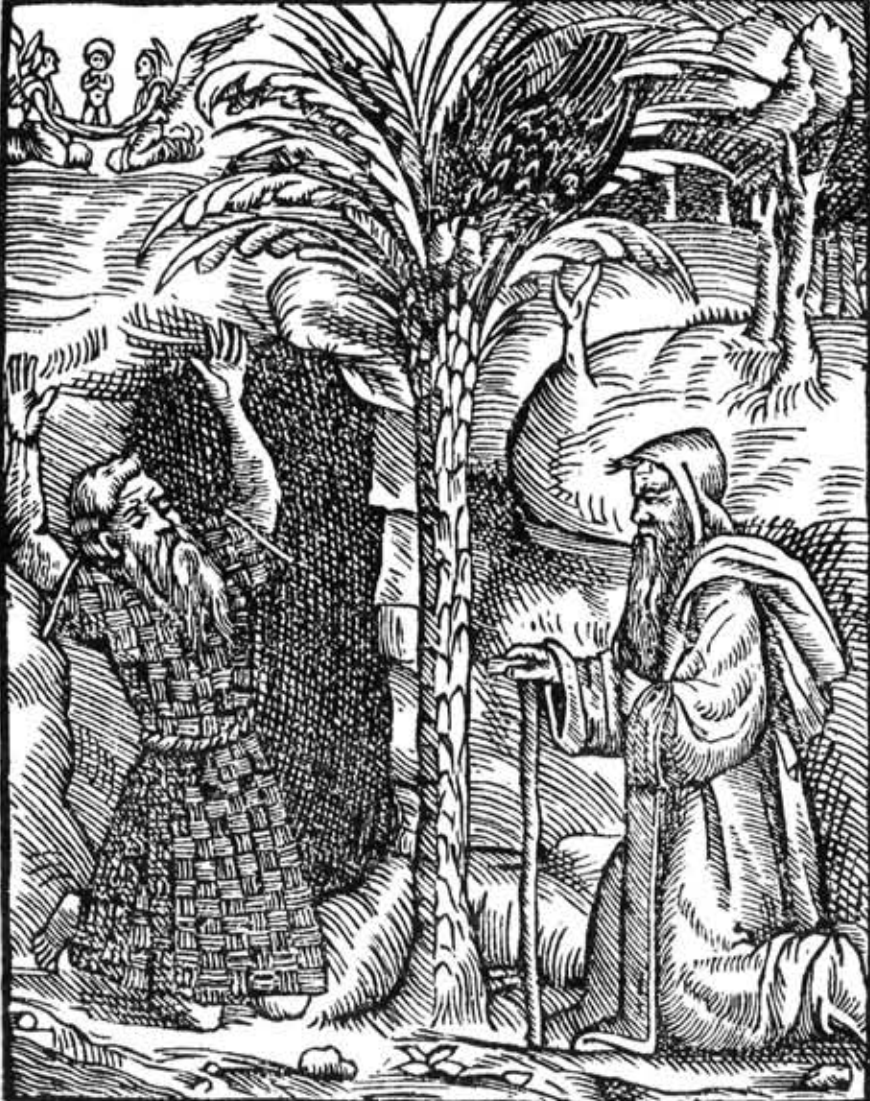
Antôn Cả (bên phải) viếng thăm Phaolô Ẩn Tu, tranh vẽ khoảng năm 1540

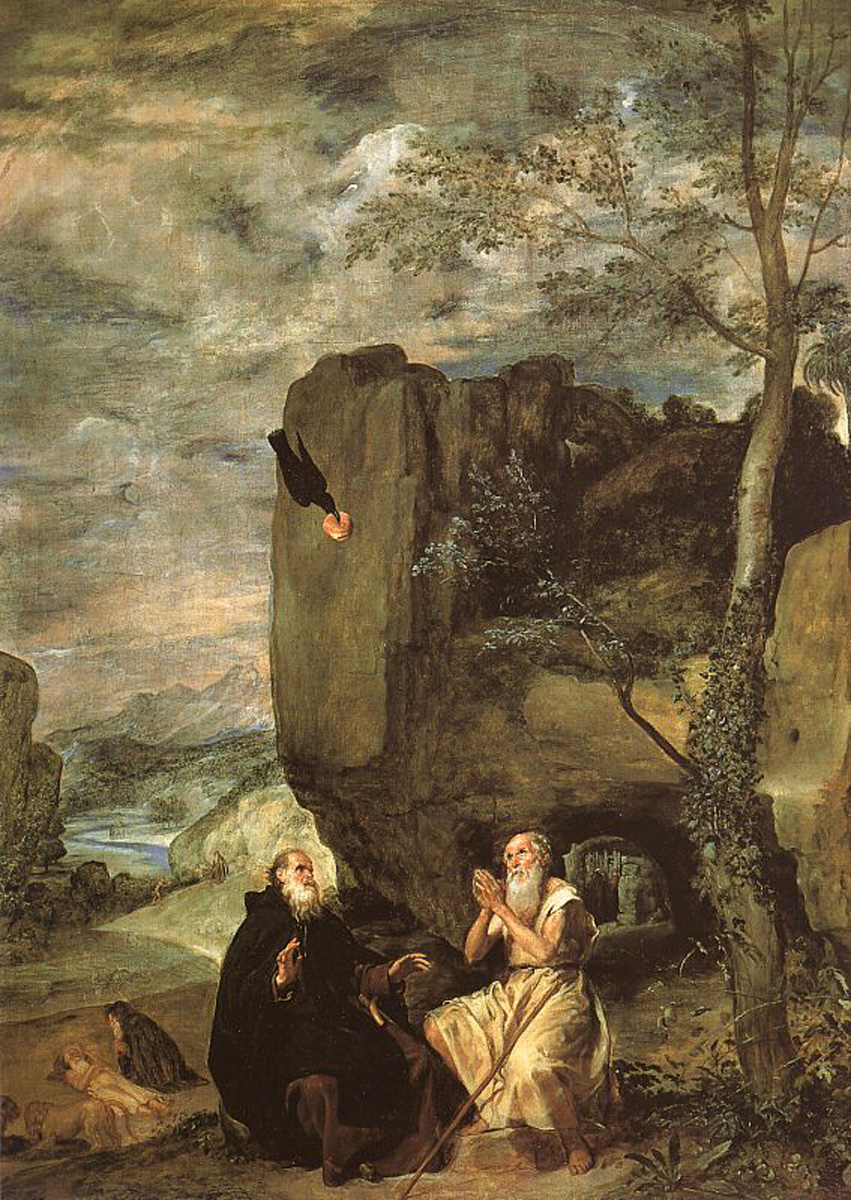
Antôn Cả viếng thăm Phaolô Ẩn Tu, tranh vẽ của Diego Velázquez khoảng năm 1634

Sau đó Phaolô sống trong những ngọn núi của sa mạc, trong một hang động gần một con suối và một cây cọ, những chiếc lá cung cấp cho ông quần áo và quả cung cấp cho ông nguồn thức ăn duy nhất. Dự định của ông là sẽ trở về nhà sau khi việc bách hại chấm dứt, nhưng cái êm đềm của sự cô quạnh và cái sung sướng của sự chiêm niệm đã khiến ông thay đổi ý định ban đầu.
Cho đến khi ông 43 tuổi, có một con quạ bắt đầu đưa cho ông nửa ổ bánh mì mỗi ngày. Không biết chuyện gì xảy ra trên thế giới, ông cầu nguyện cho thế giới trở nên tốt đẹp hơn và vẫn ở trong hang đá đó cho phần còn lại của đời mình, gần một trăm năm.
Phaolô Ẩn Tu được hậu thế biết đến vào khoảng năm 342, khi Antôn Cả đã nói trong một giấc mơ về một ẩn sĩ lâu đời, và đã đi tìm người đó. Jerome kể lại việc Antôn Cả và Phaolô gặp nhau khi Phaolô ở tuổi 113, họ nói chuyện với nhau trong một ngày và một đêm. Khi Antôn đến thăm Phaolô lần tiếp theo, Phaolô đã qua đời. Antôn liệm Phaolô trong một chiếc áo choàng, là một món quà từ Athanasius của Alexandria và chôn ông sau khi được hai con sư tử giúp đào mộ.
Thánh Antôn Cả trở về tu viện của mình với chiếc áo choàng dệt bằng lá cọ của Phaolô Ẩn Tu. Ông tôn vinh áo choàng nhiều đến nỗi mà chỉ mặc nó hai lần một năm: vào Lễ Phục sinh và Lễ Hiện xuống.

## Tôn kính
Lễ kính của Phaolô Ẩn Tu được tổ chức vào ngày 15 tháng 1 ở Kitô giáo Tây phương, vào tháng 5 hoặc ngày 15 thánh 1 ở Chính thống giáo Đông phương, và vào ngày 2 Meshir (9 tháng 2) trong Chính thống giáo Cổ Đông phương.
Tu viện Thánh Phaolô (Đền Mar Boulos) nằm ở vùng sa mạc phía đông của Ai Cập gần Biển Đỏ, theo truyền thống được cho là nằm trên địa điểm của hang động nơi mà thánh Phaolô Ẩn Tu từng sống và di hài ông được chôn cất. Nhà thờ Cave Church of St.Paul đánh dấu vị trí nơi được cho là xảy ra cuộc gặp của Thánh Antôn và Thánh Phaolô.
Dòng Thánh Phaolô Ẩn sĩ Tiên khởi được thành lập ở Hungary để tôn vinh ông vào thế kỷ XIII. Ông thường được đại diện với một cây cọ, hai con sư tử và một con quạ.